# IC 1788
IC 1788 је спирална галаксија у сазвјежђу Пећ која се налази на листи објеката дубоког неба у Индекс каталогу.
Деклинација објекта је - 31° 12' 4" а ректасцензија 2h 15m 50,2s. Привидна величина (магнитуда) објекта IC 1788 износи 11,7 а фотографска магнитуда 12,5. Налази се на удаљености од 50,829 милиона парсека од Сунца. IC 1788 је још познат и под ознакама ESO 415-15, MCG -5-6-11, IRAS 02136-3125, PGC 8649.